# Bend It Like Beckham
Bend It Like Beckham is een Britse dramedy-speelfilm (een combinatie van drama en komedie) uit 2002 onder regie van Gurinder Chadha. Het verhaal gaat over een multicultureel spanningsveld tussen traditie en individuele vrijheid. Bend It Like Beckham werd genomineerd voor onder meer de Golden Globe voor beste film in de categorie 'komedie of musical', de BAFTA Award voor beste Britse film en de European Film Awards voor beste Europese film en beste actrice (Parminder Nagra). Meer dan vijftien andere prijzen werden de productie daadwerkelijk toegekend, waaronder een British Comedy Award voor beste filmkomedie en een bijzondere erkenning van het National Board of Review of Motion Pictures.

## Verhaal
Jesminder 'Jess' Kaur Bhamra is een Sikh afkomstig uit een vrij traditioneel gezin, waarmee ze in Engeland woont. In tegenstelling tot haar oudere zus en diens vriendinnen, houdt ze zich niet bezig met mooi zijn, mode en jongens, maar speelt ze het liefst voetbal met haar vrienden in het park. Op een dag ziet Juliette 'Jules' Paxton haar voetballen wanneer ze langs het park rent. Ze vraagt Jess  om mee te doen in het damesvoetbalteam. Hoewel Jess weet dat haar ouders het daar waarschijnlijk niet mee eens zijn, sluit ze zich  in het geheim aan bij de ploeg. Dit zorgt voor spanningen binnen het gezin.

## Rolverdeling
- Parminder Nagra - Jesminder 'Jess' Kaur Bhamra
- Keira Knightley - Juliette 'Jules' Paxton
- Jonathan Rhys-Meyers - Joe
- Anupam Kher - Mr. Bhamra
- Archie Panjabi - Pinky Bhamra
- Shaznay Lewis - Mel
- Frank Harper - Alan Paxton
- Juliet Stevenson - Paula Paxton
- Shaheen Khan - Mevr. Bhamra
- Ameet Chana - Tony

## Trivia
- Bend It Like Beckham was de eerste Westerse film die werd uitgezonden in Noord-Korea.
- Hun personages in de film zijn leeftijdsgenoten, maar in realiteit zit er meer dan negen jaar leeftijdsverschil tussen Parminder Nagra en de jongere Keira Knightley